# 短距舌喙兰
短距舌喙兰（学名：Hemipilia limprichtii），为兰科舌喙兰属下的一个植物种。